# Řády, vyznamenání a medaile Rakouska

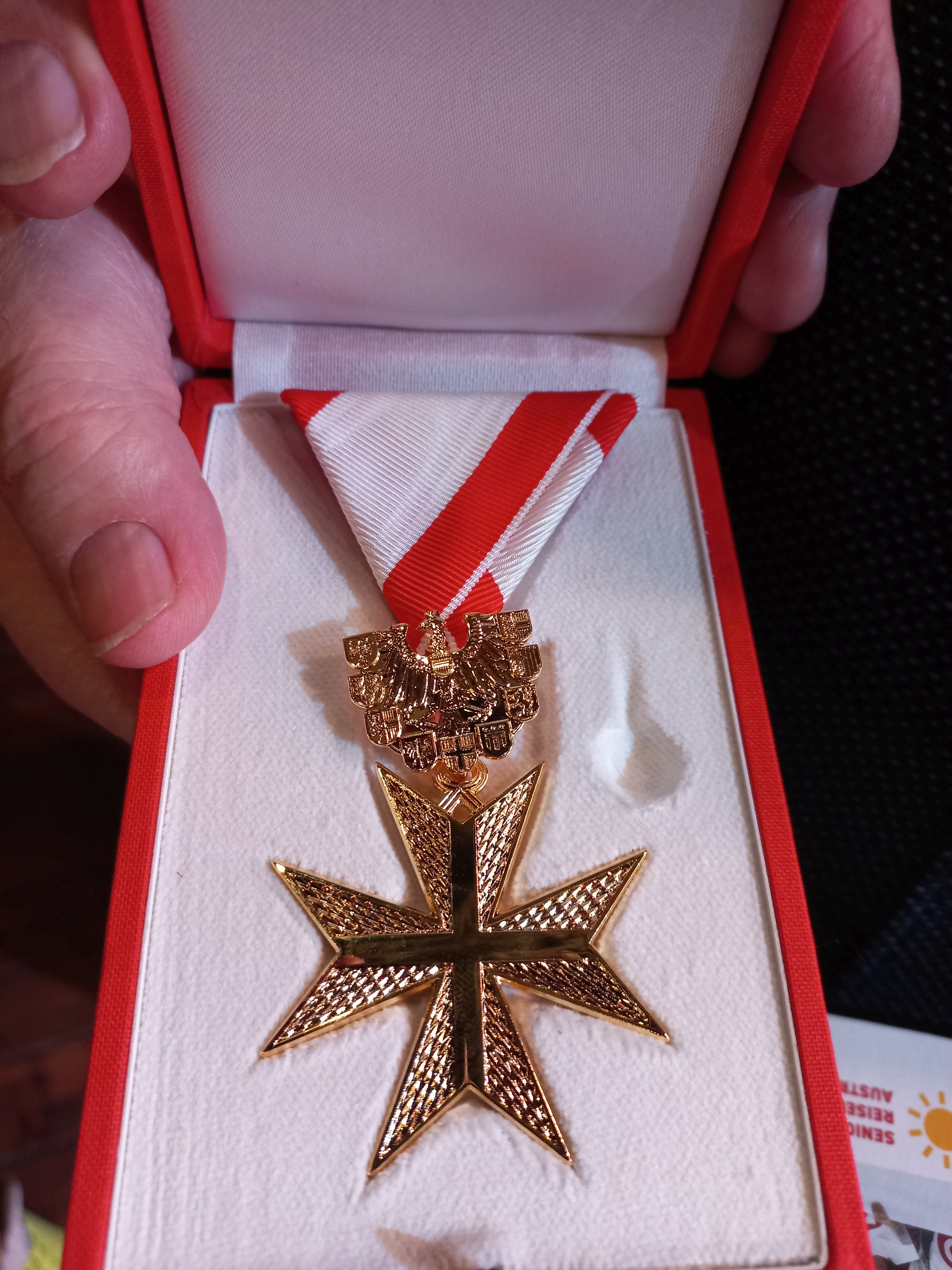
Čestný odznak Za zásluhy o Rakouskou republiku

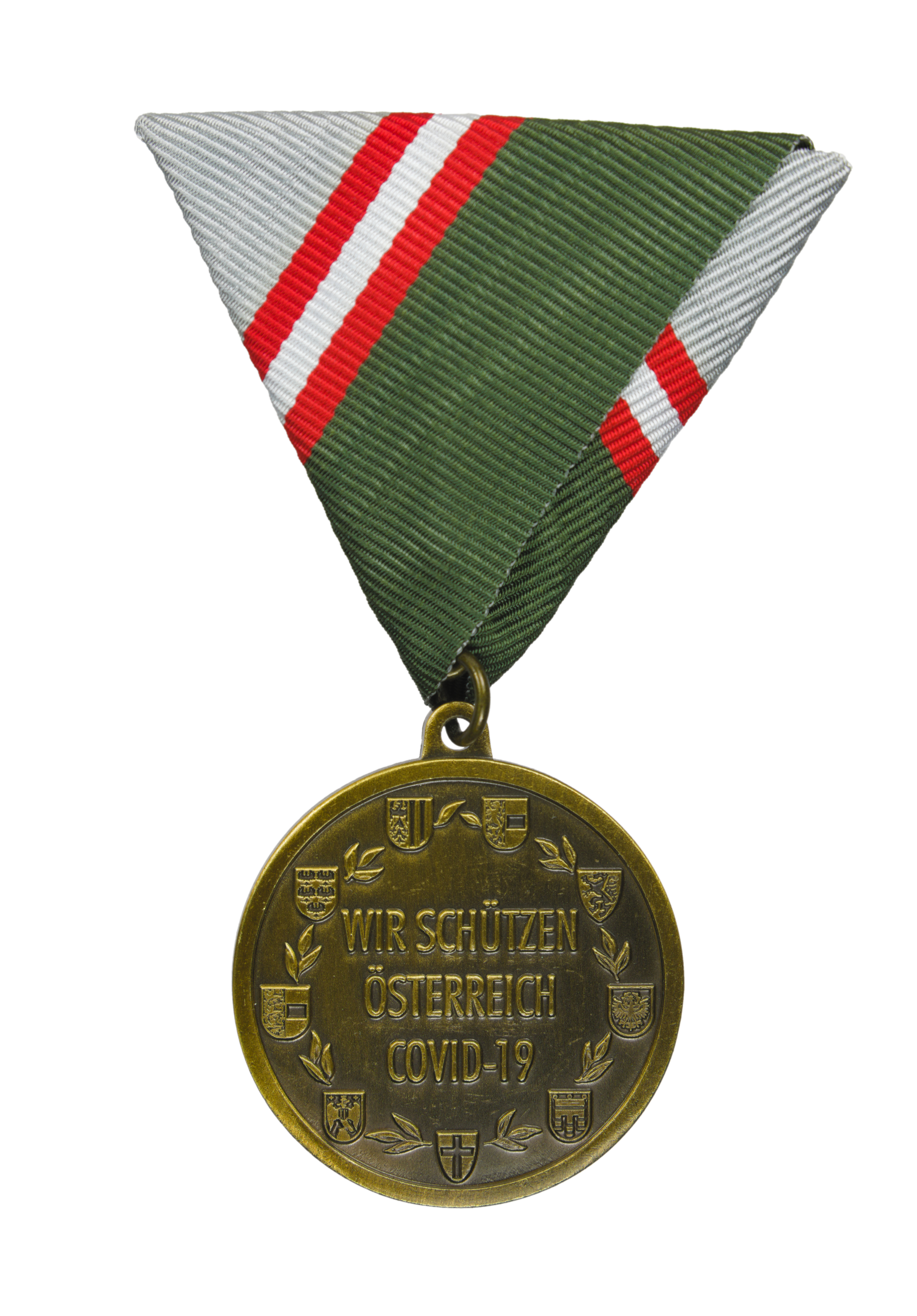
Pamětní medaile covid-19

Systém státních vyznamenání Rakouské republiky je prostředkem k odměňování osobních úspěchů jednotlivců nebo služeb Rakousku. Systém se skládá z několika typů vyznamenání, které byly stanoveny Národní radou Rakouska a udělována jsou prezidentem Rakouska v souladu s příslušnými zákony.

## Seznam vyznamenání
Postupem času přijala rakouská Národní rada řadu zákonů, které zavedly různé vyznamenání a medaile.
- Čestný odznak Za zásluhy o Rakouskou republiku (Ehrenzeichen für Verdienste um die Republik Österreich) byl založen 2. dubna 1952. Udílen je v patnácti třídách civilistům i příslušníkům ozbrojených sil za záslužnou službu rakouskému národu.
- Čestný odznak Za vědu a umění (Ehrenkreuz für Wissenschaft und Kunst) byl založen roku 1955. Udílen je občanům Rakouska i cizím státním příslušníkům za zásluhy v oblasti vědy a kultury.
- Vyznamenání Za zásluhy o osvobození Rakouska (Ehrenzeichen für Verdienste um die Befreiung Österreichs) byl založen 27. ledna 1976. Udílen je občanům Rakouska za aktivní odpor nacistickému režimu, kterým přispěli k osvobození Rakouska od nacistické nadvlády.[2]
- Odznak za vojenské zásluhy (Militärverdienstzeichen) byl založen 13. listopadu 1989. Udílen je příslušníkům ozbrojených sil Rakouska.

### Medaile
- Vyznamenání Za důlní záchranu (Grubenwehrehrenzeichen) bylo založeno 24. února 1954. Udílena je za odvahu při báňské záchraně nebo za záslužnou službu v báňské záchranné službě.
- Rakouská olympijská medaile (Österreichische Olympia-Medaille) byla založena 24. července 2006.
- Medaile vojenského uznání (Militär-Anerkennungsmedaille) byla založena 24. července 2006. Udílen je civilistům i příslušníkům ozbrojených sil za speciální služby ozbrojeným silám Rakouska.
- Medaile za zranění (Verwundetenmedaille)
- Operační medaile rakouských ozbrojených sil (Einsatzmedaille des Österreichisches Bundesheeres) byla založena roku 2001. Udílena je příslušníkům ozbrojených sil Rakouska.
- Vyznamenání za vojenskou službu (Wehrdienstzeichen)
- Medaile za vojenskou službu (Wehrdienstmedaille) byla založena 10. července 1963. Udílena je příslušníkům ozbrojených sil Rakouska za dlouhou službu.
- Medaile domobrany (Milizmedaille) byla založena roku 2006.
- Pamětní medaile covid-19 (COVID-19 Erinnerungsmedaille) byla založena 1. července 2020. Udílena je příslušníkům ozbrojených sil Rakouska, kteří při první celostátním lockdownu 16. března 2020 po dobu nejméně třech dnů a v celkovém součtu po dobu 24 hodin zapojili do boje proti pandemii.[3][4]